# Водоріз індійський
Водоріз індійський (Rynchops albicollis) — вид сивкоподібних птахів родини мартинових (Laridae).

## Поширення
Вид поширений в Південній Азії. Трапляється в Пакистані, Індії, Бангладеш та М'янмі.

## Опис
Птах завдовжки 40-43 см. Розмах крил до 108 см. Верхня частина тіла чорна, а нижня частина - біла. На голові чорна шапочка. Короткий хвіст білий. Дзьоб помаранчевий, ноги червоні.

## Спосіб життя
Живуть невеликими групами в гирлах річок і на великих внутрішніх водоймах. Нічні або присутінкові птиці. Живляться дрібною рибою і великими безхребетними. Поживу здобувають, літаючи низько над водою і ловлячи здобич довгим піддзьобом з поверхні води. Гніздяться колоніями на мілинах. У кладці 4 яйця. Поза сезоном розмноження тримаються зграйками.